# 科莱然
科莱然（法語：Collégien，法語發音：[kɔleʒjɛ̃] ⓘ）是法国塞纳-马恩省的一个市镇，属于托尔西区。

## 地理
科莱然（48°50'13"N, 2°40'24"E）面积4.27 平方千米，位于法国法蘭西島大區塞纳-马恩省，该省份为法国北部内陆省份，北起瓦兹省，西接埃松省、马恩河谷省、塞纳-圣但尼省和瓦兹河谷省，南至卢瓦雷省，东南接约讷省，东临马恩省和奥布省，东北接埃纳省。
与科莱然接壤的市镇（或旧市镇、城区）包括：蓬卡雷、托爾西、比西圣乔治、比西圣马丹、克鲁瓦西-博堡、布里地区费里耶尔。

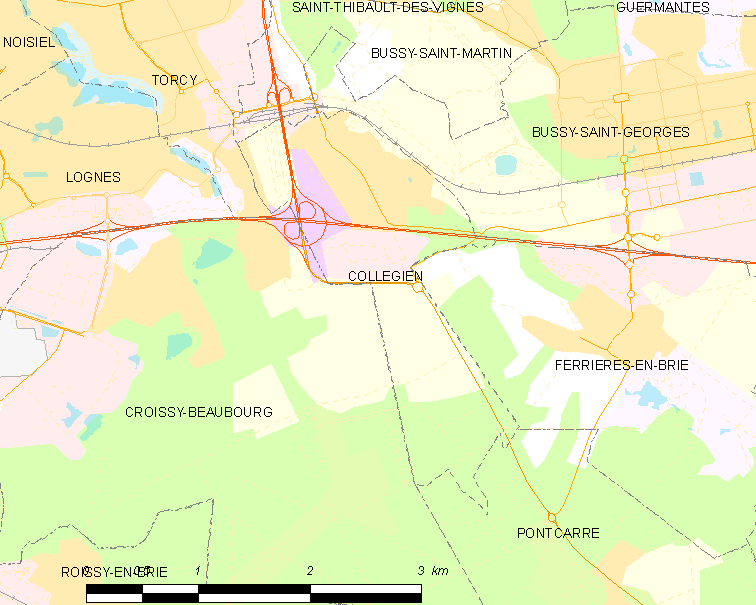
科莱然的OSM定位图

科莱然的时区为UTC+01:00、UTC+02:00（夏令时）。

## 行政
科莱然的邮政编码为77090，INSEE市镇编码为77121。

## 政治
科莱然所属的省级选区为托尔西县。

## 人口

1962-2008年间科莱然人口变化图示

科莱然于2022年1月1日时的人口数量为3332人。